# NOLA (Album)
NOLA (engl. Abkürzung für New Orleans, Louisiana) ist das Debütalbum der US-amerikanischen Band Down. Es erschien im September 1995 via Elektra/EastWest Records.

## Entstehung und Stil
Das Album wurde in den Jahren 1990–95 hauptsächlich von Pepper Keenan (Corrosion of Conformity) und Phil Anselmo geschrieben. Anfang der 1990er Jahre wurden zunächst drei Demos veröffentlicht. Schließlich wurde die Band nach einem Auftritt in ihrer Heimatstadt von Elektra unter Vertrag genommen. Das Album entstand ab Sommer 1994 in den Ultrasonic Studios in New Orleans. Entgegen der Vorab-Erwartungen mancher, die von der Musik der Bands der vier Mitglieder ausgingen, enthält NOLA weniger harte Metal-Elemente, sondern ist von Classic Rock und Bands wie Black Sabbath beeinflusst.

## Rezeption
Das Album erreichte Platz 57 in den amerikanischen Billboard-200-Charts. David Reamer von Allmusic nannte Down eine Supergroup, die auf NOLA auch wie eine solche spielt. Das Album sei eine Landmarke, die in jeder Metal-Musiksammlung enthalten sein solle. Er vergab 4,5 von fünf Sternen und die Auszeichnung „AMG Album Pick“.
Eike Schmitz von Powermetal.de schrieb über NOLA, es sei ein „Brocken Southern Metal, der so zäh und monumental klingt, als hätte Satan hochpersönlich einen Teerklumpen ausgekotzt, aus dem die Band dann im Sumpffieber von New Orleans, Louisiana ein zünftiges Stück Metal geformt hat.“

## Titelliste
1. Temptation’s Wings – 4:24 – (Anselmo/Keenan)
2. Lifer – 4:36 – (Anselmo/Keenan)
3. Pillars of Eternity – 3:57 – (Anselmo)
4. Rehab – 4:03 – (Anselmo/Keenan/Windstein)
5. Hail the Leaf – 3:28 – (Anselmo)
6. Underneath Everything – 4:46 – (Anselmo/Keenan)
7. Eyes of the South – 5:13 – (Anselmo/Keenan)
8. Jail – 5:17 – (Anselmo/Keenan/Strange/Windstein)
9. Losing All – 4:21 – (Anselmo/Keenan)
10. Stone the Crow – 4:42 – (Anselmo/Keenan)
11. Pray for the Locust – 1:07 – (Anselmo)
12. Swan Song – 3:35 – (Anselmo/Bower/Keenan)
13. Bury Me in Smoke – 7:04 – (Anselmo/Keenan)

Die Songwriter sind in Klammern angegeben.